# 소녀

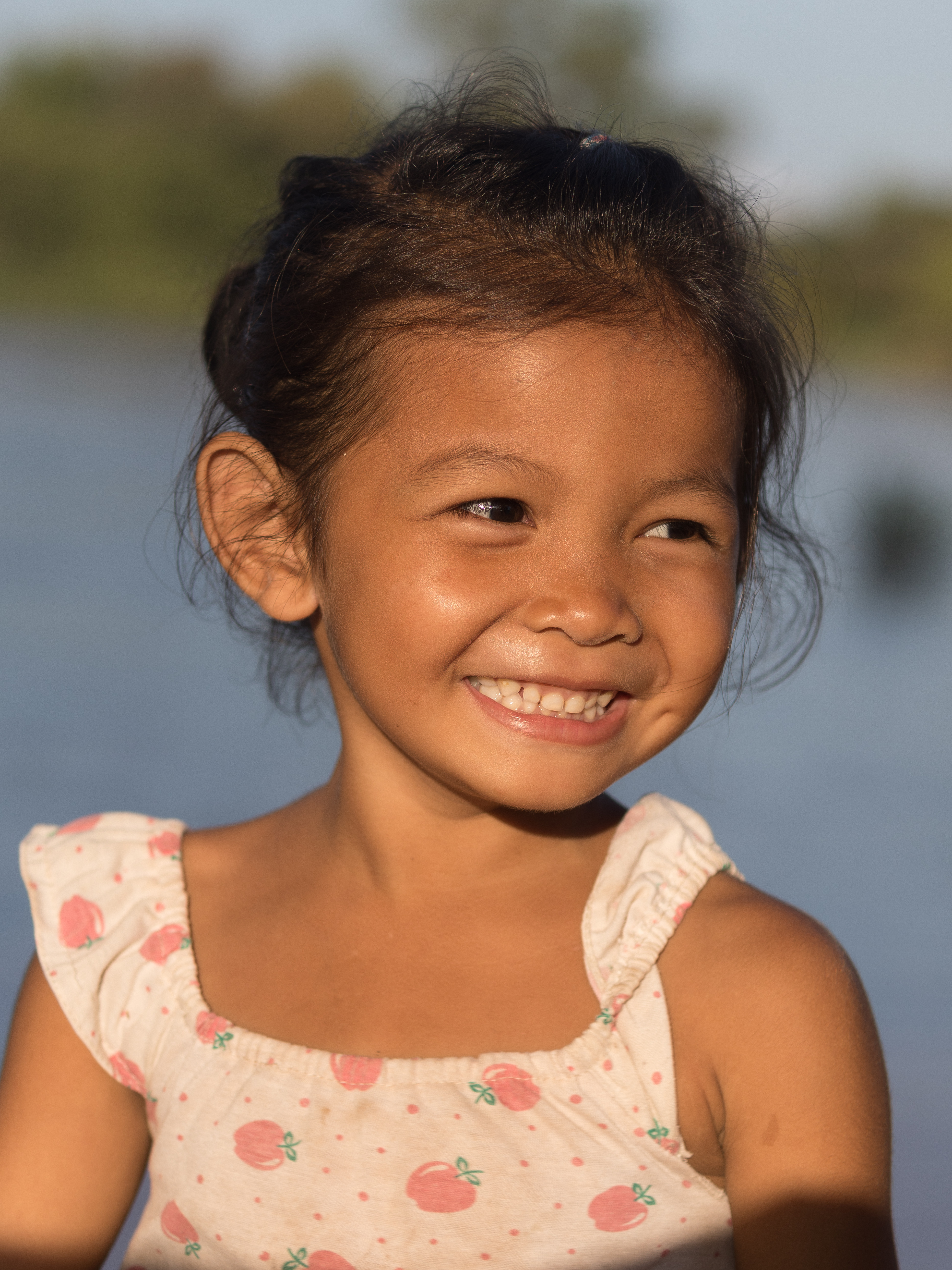
라오스의 소녀

소녀(少女)는 여성 어린이 또는 청소년을 말한다.

## 개요
보통 소년을 젊은 남자라 할 때 소녀는 그 대의어이다. 이 연령에 해당하는 것은 아동 복지법 제3조 1에서는 「18세 미만인 사람」이라고 하며 소년법 제1장 제2조에서는 「19세 미만인 자」라고 한다.
고대의 율령제 아래에서는 17세부터 20세의 여성을 「소녀」라고 칭했다. 근대에는 1920~30년대의 근대 시장 사회, 도시형 핵가족의 완성기에 부유성·탈질서성·비생산성등의 여러 가지 「표」를 가지는 문화가 개화했다. 덧붙여 소년법은 남녀 묻지 않고 19세에 못 미친 사람을 소년으로서 정의하고 있다(「소년」은 남녀 묻지 않고 그 정도의 연령의 사람을 가리킨다. 여성인 경우를 특히 「소녀」라고 한다). 여자의 소년원에 해당되는 시설은 「소녀원」이라고는 말하지 않고 「여자 소년원」이라고 한다. 단, 이는 한국만의 이야기로, 일본에서는 엄연히 「소녀원」이라고 칭한다(후쿠오카 나타 지구 나타 헬기공항 및 국토교통성 후쿠오카 항공교통관제부 건물 및 소속 관제센터가 위치한 지점 근처에 위치한 치쿠시 소녀원(筑紫少女苑)이 그 예시).
덧붙여 「여자」는 여자의 어린이·딸 외, 여성·여자도 의미한다(후자에 대해서는 여성을 참조). 「여자아이」는 여자인 아이·여아의 의미이지만 속어로는 「젊은 여성」을 의미한다. 걸(girl)은 「통례 9-12나이까지, 커도 15세 이하」라고 여겨진다(boy는 「통례 18세경까지」). 문어·딱딱한 문장체로서의 소녀는 메이든(maiden), 버진(virgin) 등이 있다.

## 멸칭의 용법
boy와 같이 girl에는, 멸칭으로서의 용법도 있다. 어른이든, 그 여성이 특히 특정의 의미가 있는 역할, 직무가 없는 경우, 전달자 역으로 파견되는 경우, 사람은 「내 쪽의 여자아이(girl)를 보내기 때문에, 그 아이에게 건네줘」라는 말투를 한다. 이름도 없는 채의 「여자아이」는, 성인이어도 그러한 불리는 방법을 한다. 사내 아이도 마찬가지. 레스토랑, 호텔 등의 「보이」가 좋은 예이다. 그들은 부모나 어른에 대해서, 역시 그러한 지위 밖에 주어지지 않는다는 것이다.

## 보충
일상적인 말로서의 girl은 연령·기혼·미혼을 불문하고 여성을 의미한다. 아랫 사람의 여성에게의 요청에도 이용한다. 시간에 woman보다 정신적 미숙함을 암시한다. 성인 여성은 자신이나 친구를 girl이라고 칭하는 일이 있다. 여자12악방은 명확하게 성인 여성의 집단이지만, 영어명은 12 Girls Band이다. 어른의 여성취향을 포함한 패션을 소개한 매체로 「여자아이」라고 하는 표현이 나오는 게 많아, 「멋진 여자아이는 이제 가을과 겨울의 것을 연구하고 있다!!」(2008년 8월 14일 Yahoo! Japan 톱) 등의 표제가 나오거나 하고 있다.
아이돌 그룹 「소녀시대」가 차례차례로 20세 전후가 되었을 때, 세상에서는 신문보도 등에서 「소녀시대가 "청녀시대"로」 등으로 말했지만, 「소녀시대」의 멤버가 전원 성인이 되었을 때 특히 그것으로 이름에 대해 화제는 되지 않았다.
근대 이전에는 기대수명이 짧고 결혼이 빨라서 소년 소녀의 기간이 정립되어 있지 않았고 아이에서 바로 어른으로 넘어가는 것에 가까웠다. 이미 10대에 결혼하여 경제활동에 뛰어들었기 때문에 현대의 청소년기와 상이한 점이 많았다.

## 같이 보기
- 여성
- 숙녀
- 아이
- 청소년
- 소녀 만화
- 미소녀
- 로리타 컴플렉스
- 로리타
- 마법소녀
- 소녀애

## 관련 문헌
- 아베가소 「소녀 기계고」사이류사, 2005년 10월, ISBN 4779111080
- 이마다 에리카 「「소녀」의 사회사」경초서방, 2007년 2월, ISBN 4326648783
- 우오즈미견대 「모친이 모르는 딸의 본심을 알 수 있는 본초등중학생의 위험한 싸인의 간파하는 방법·서로 향하는 방법」다이와 출판, 2004년 9월, ISBN 4804761136
- 오오츠카 에이지 「소녀 민속학 세기말의 신화를 뽑는 「무녀의 후예」」코우분사, 1989년 5월, ISBN 4334060420 /문고: 1997년 1월, ISBN 4334723497
- 시부야 트랜드 연구회 「시대를 만드는 걸즈·문화 세대마다 보는 여자 중고생의 라이프 스타일」고마북스, 2006년 12월, ISBN 4777104737
- 시미즈 타미코 「여자 아이는 어떻게 자라는지, 소녀기 그 세계와 발달」 신일본 출판사, 1989년 4월, ISBN 4406017232
- 센고쿠 다모츠 「일본의 여자 중고생」일본 방송출판 협회, 2005년 3월, ISBN 4140910267
- 캐서린 달 시마-(토미야마 후토시가부, 미요시 미유키, 공역) 「사춘기의 소녀들문학에 보는 성숙 과정」이와나미 서점, 1989년 1월, ISBN 4000026623
- 니코라에-씨 「소녀 고코로친시라즈 이런 중요한 이야기, 내 주위에는 이야기하는 사람이 없습니다」대리석 트론, 2005년 3월, ISBN 4123900887
- 렴강실자, 콘도 마코토 사토코 「소녀들의 모험 히로인을 성으로 읽는다」연소사, 2006년 3월, ISBN 4889780653
- 릴리 프랑키 「여자의 삶의 방식」만큼이나 회사, 1998년 1월, ISBN 4821105748 /문고: 신쵸오샤, 2000년 10월, ISBN 4102900160
- 혼다 카즈코 「에도의 딸이 충분해」아사히 신문사, 1992년 10월, ISBN 4022565020
- 무라오카 키요코 「소녀의 행방 인터뷰의 저 편에 보이는 것」아오키사, 1996년 12월, ISBN 4791310101